# Stora Sundsjön (Alingsås socken, Västergötland)
Stora Sundsjön är en sjö i Alingsås kommun i Västergötland och ingår i Göta älvs huvudavrinningsområde.